# Častolovice (nádraží)
Častolovice jsou železniční stanice v jižní části městyse Častolovice v okrese Rychnov nad Kněžnou v Královéhradeckém kraji nedaleko řeky Divoká Orlice. Leží na neelektrizovaných jednokolejných tratích Týniště nad Orlicí – Letohrad a Častolovice – Solnice. Přímo u stanice se nachází také autobusové nádraží. Na území města se nachází též železniční zastávka Častolovice zastávka.

## Historie
Kolem tehdejší obce procházela od 10. ledna 1874 trať společnosti Rakouská severozápadní dráha (ÖNWB), která zprovoznila svou trať z Hradce Králové do Lichkova, 10. října téhož roku byla dokončena spojka na nové nádraží z Ústí nad Orlicí, ležící na trati mezi Prahou a Olomoucí, do Letohradu. 15. října 1875 ÖNWB stavebně prodloužila trať přes hranici do Pruska. Trasa byla výsledkem snahy o propojení železniční sítě ÖNWB severovýchodním směrem.
26. října 1893 společnost Rychnovsko-solnická místní dráha (RSLB) otevřela trať do Solnice odbočkou z Častolovic. Po zestátnění ÖNWB v roce 1908 pak obsluhovala stanici jedna společnost, Císařsko-královské státní dráhy (kkStB), po roce 1918 pak správu přebraly Československé státní dráhy, místní dráha byla zestátněna až k 1. lednu 1949.
Roku 1978 byla staniční budova nahrazena novostavbou lépe vyhovující požadavkům osobní dopravy.

## Popis
Nacházejí se zde dvě nekrytá modernizovaná nástupiště, oboustranné č. 1 a jednostranné č. 2 s příchodem přes kolej. Stanice je vybavena elektronickým informačním systémem.

## Fotogalerie

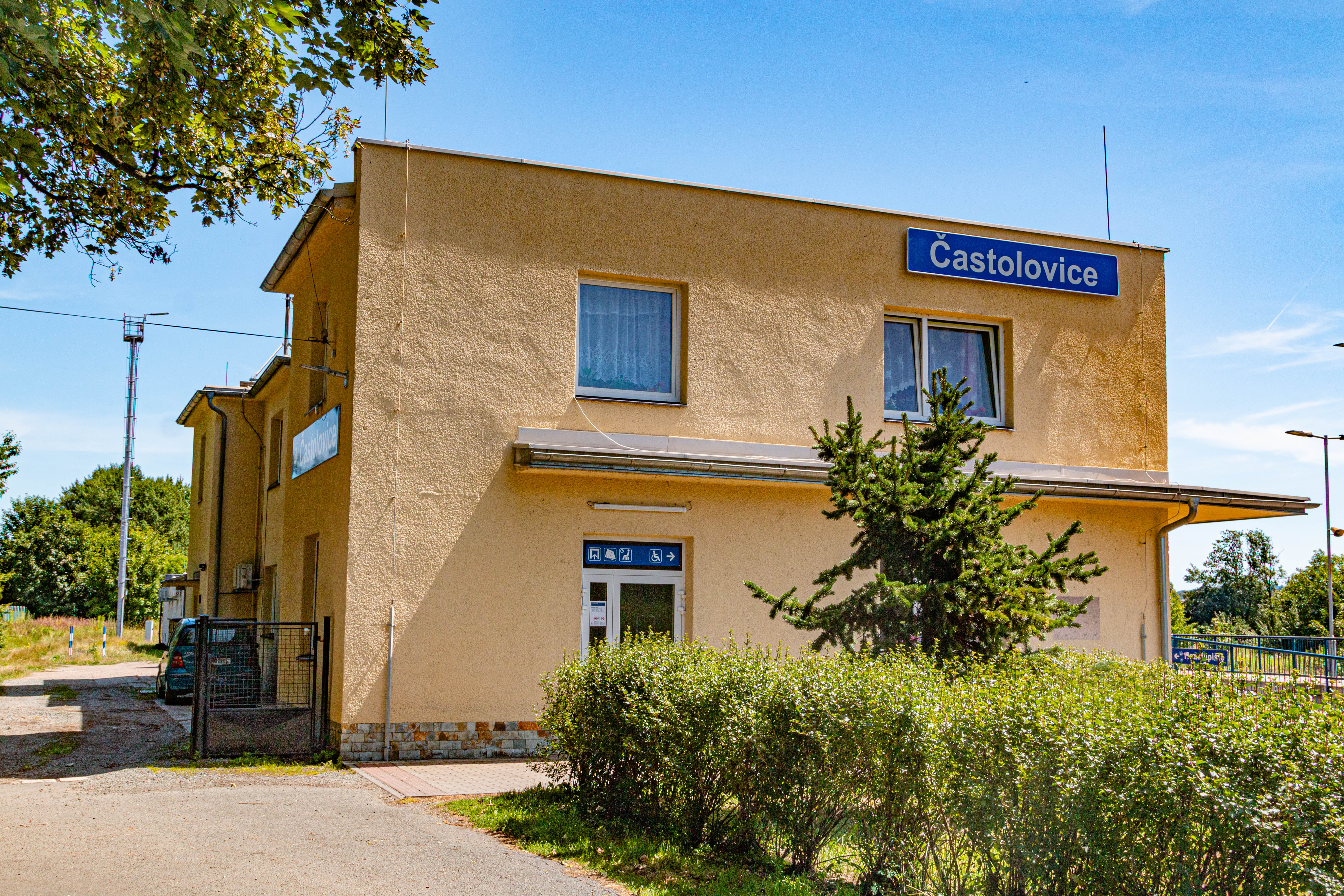
Nádraží v Častolovicích
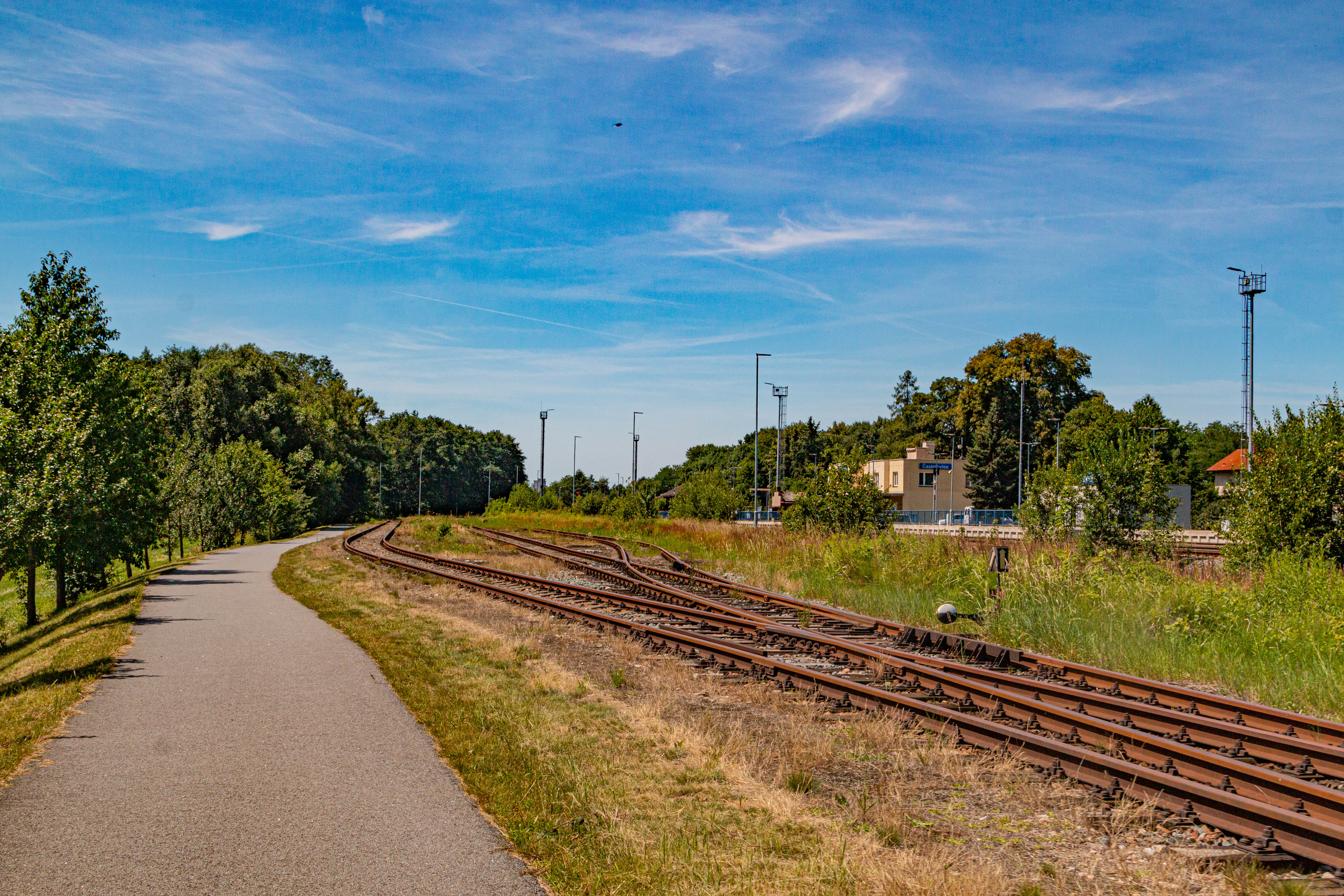
Nádraží v Častolovicích
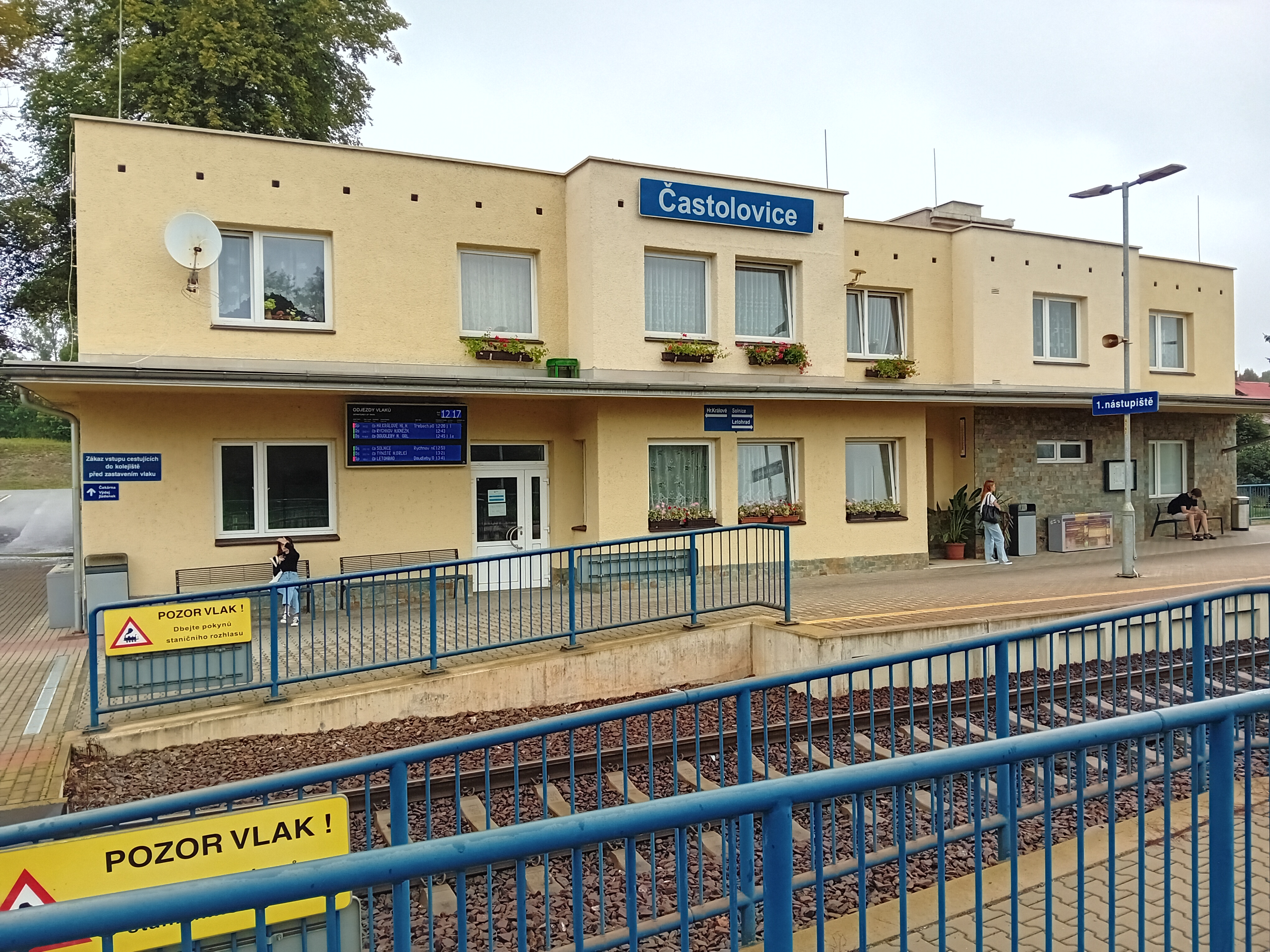
Železniční stanice Častolovice (srpen 2023)
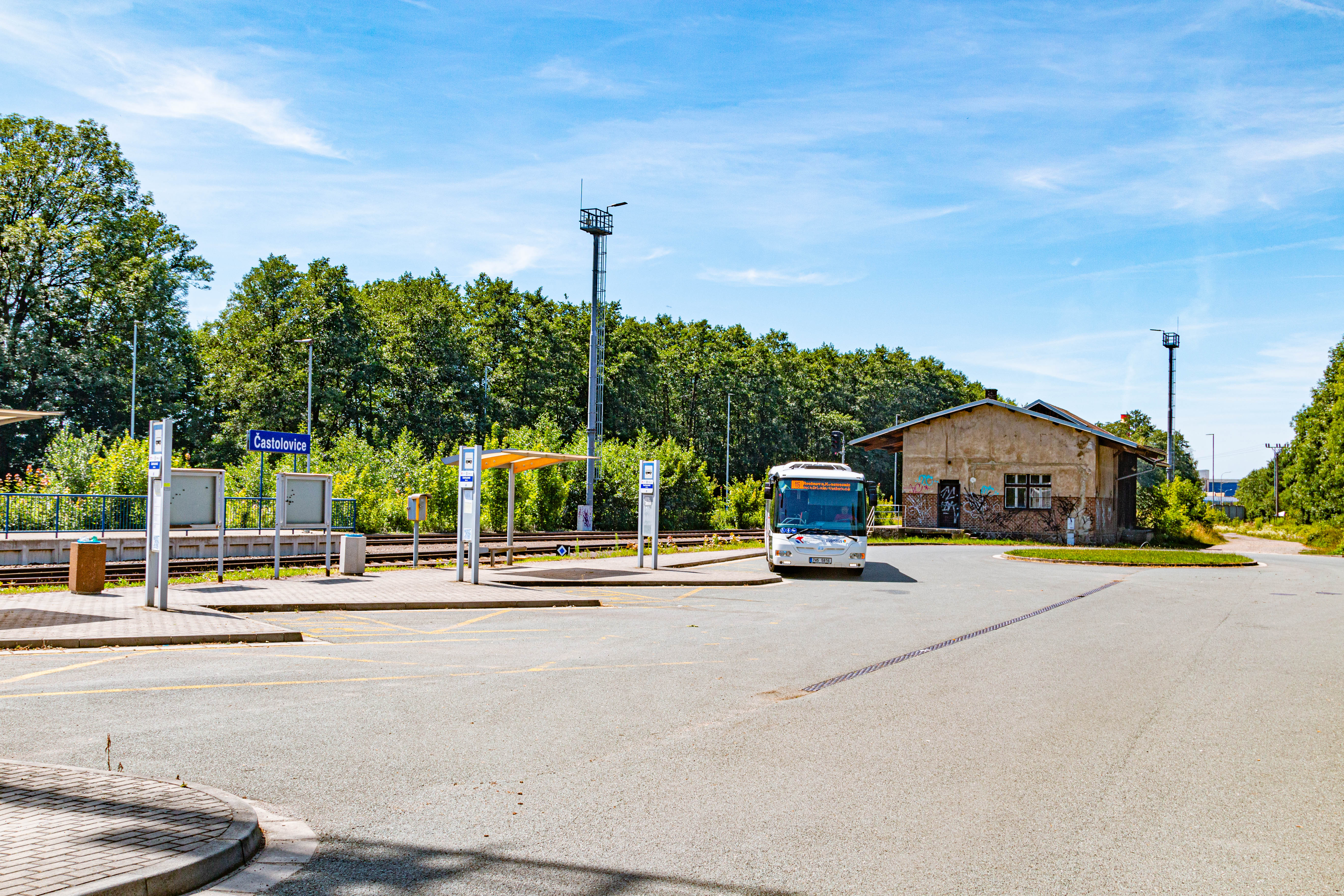
Autobusové nádraží u nádraží v Častolovicích